# إرنست وود
إرنست وود هو سياسي كندي، وُلد في 1862.